# Linia kolejowa nr 416
Linia kolejowa nr 416 – linia kolejowa łącząca stacje Wałcz Raduń i Wierzchowo Pomorskie.